# Linderina pennispora
Linderina pennispora är en svampart som beskrevs av Raper & Fennell 1952. Linderina pennispora ingår i släktet Linderina och familjen Kickxellaceae.   Inga underarter finns listade i Catalogue of Life.